# Leval (Territorio di Belfort)
Leval è un comune francese di 191 abitanti situato nel dipartimento del Territorio di Belfort nella regione della Borgogna-Franca Contea.
Il territorio comunale è attraversato dal fiume Saint-Nicolas.

## Società

### Evoluzione demografica
Abitanti censiti